# Rada Rządowa (Monako)
Rada Rządząca – organ władzy księcia Monako. 
Rada zawiera 6 członków: Ministra Stanu który zasiada w radzie jako przewodniczący oraz 5 członków: 4 doradców: od Polityki Wewnętrznej, Finansów i Gospodarki, Środowiska i Miejskiego planowania oraz doradca od spraw socjalnych i zdrowia. W radzie zasiada również delegat księcia od spraw Polityki zagranicznej. Rada debatuje na temat projektów ustaw oraz rachunków które następnie są proponowane księciu oraz pozostałym członkom rady. Książę podejmuje ostateczną decyzję w kwestiach podejmowanych na sesjach rady, Minister Stanu pełni role najbliższego doradcy księcia.